# Chambre d'enregistrement
Le terme de chambre d'enregistrement désigne une chambre parlementaire sans influence notable sur la vie politique. L'expression est informelle et péjorative. L'assemblée, le pouvoir législatif, se contente alors de valider, d'enregistrer les lois décidées par l'exécutif, le plus souvent dû à une absence de véritables prérogatives de facto ou à un noyautage de l'assemblée par l'exécutif, l'opposition est dès lors muselée ou inexistante. Ce cas est souvent considéré comme anti-démocratique, du fait que la séparation des pouvoirs n'est plus assurée. 
Les anglophones utilisent les comparaisons de « parlement en jouet » ou de « chambre-tampon ».

## Liste des organes qualifiés de chambre d'enregistrement
- Algérie : Assemblée populaire nationale[1]
- ☭ États communistes : la majorité des pays communistes et en particulier le bloc de l'est, calqués sur l'Union Soviétique et appliquant officiellement le centralisme démocratique, possèdent un organe législatif qui souvent entérine les décisions du parti communiste — le seul autorisé avec le monopole politique — et de son politburo[2],[3],[4].
- Espagne : Cortes franquistes de l'Espagne franquiste
- France : Depuis le concept du fait majoritaire et du quinquennat, plusieurs médias font remarquer que le parlement ne dispose plus de la même autonomie sous la Ve République[5],[6]
  - Corps Législatif[7]
  - Conseil de la République[8]
  - Assemblée nationale
  - Sénat : Le référendum de 1969 voulu par De Gaulle aurait réduit le sénat, fusionné avec le Conseil Économique et Social, a une chambre d'enregistrement. Le président Alain Poher avait la crainte de voir tomber le Sénat dans ce travers, même s'il est contre la situation inverse, celle de chambre obstacle[9].
- Irlande : Seanad Éireann[10]